# Luleb Tjapkajaure
Luleb Tjapkajaure är en sjö i Arjeplogs kommun i Lappland och ingår i Skellefteälvens huvudavrinningsområde. Sjön har en area på 0,247 kvadratkilometer och ligger 765,4 meter över havet.

## Delavrinningsområde
Luleb Tjapkajaure ingår i det delavrinningsområde (738466-151735) som SMHI kallar för Mynnar i Sädvajaure. Medelhöjden är 738 meter över havet och ytan är 31,06 kvadratkilometer. Det finns ett avrinningsområde uppströms, och räknas det in blir den ackumulerade arean 42,11 kvadratkilometer. Vattendraget som avvattnar avrinningsområdet har biflödesordning 2, vilket innebär att vattnet flödar genom totalt 2 vattendrag innan det når havet efter 359 kilometer. Avrinningsområdet består mestadels av skog (29 procent) och kalfjäll (64 procent). Avrinningsområdet har 1,77 kvadratkilometer vattenytor vilket ger det en sjöprocent på 5,7 procent.